# Маризи (Кјети)
Маризи (итал. Marisi) је насеље у Италији у округу Кјети, региону Абруцо.
Према процени из 2011. у насељу је живело 25 становника. Насеље се налази на надморској висини од 137 м.